# Eric Brunnelius
Eric Brunnelius, född 16 december 1701, död i juli 1747, var en svensk skolledare och präst.

## Biografi
Eric Brunnelius var son till kyrkoherden Eric Brunnelius den äldre i Vittinge. Han inskrevs vid Uppsala universitet 1716 som minderårig och blev själv 1727 informator för tvillingarna Johannes Gustavus och Reinhold Angerstein. Han försvarade 1728 Eric Burmans avhandling Elementa musices planae och blev filosofie magister 1731. Han blev prästvigd 1732 och 24  april samma år rektor för Ulrika Eleonora (Kungsholms) skola. Den 3 april 1742 blev han kyrkoherde i Älvkarleby men suspenderades ett halvt år 1743 på grund av missbruk av starka drycker. Han miste tjänsten 1744 eftersom han varit våldsam. Han avled 1747.

## Familj
Eric Brunnelius gifte sig 1737 med Gertrud Elisabet Bodhe, dotter till rådmannen i Gävle Caspar Bodhe, barnlös. Brunnelius var yngre bror till Bernhard Brunnelius.